# Scala Coeli
Scala Coeli é uma comuna italiana da região da Calábria, província de Cosenza, com cerca de 1.389 habitantes. Estende-se por uma área de 67 km², tendo uma densidade populacional de 21 hab/km². Faz fronteira com Campana, Cariati, Crucoli (KR), Mandatoriccio, Terravecchia, Umbriatico (KR).

## Demografia
| Variação demográfica do município entre 1861 e 2011                               |
|                                                                                   |
| Fonte: Istituto Nazionale di Statistica (ISTAT) - Elaboração gráfica da Wikipedia |